# RTS (Équateur)
RTS - Red Telesistema del Ecuador, est une chaîne de télévision mixte de l'Équateur.

## Émissions
- Gran Hermano del Pacífico ( RTS/ ATV/ Red Televisión 2005) (téléréalité), présentée par  Lorena Meritano,  Janine Leal,  Juan Francisco Escobar et  Álvaro García del Otero.